# MeinTVshop
meinTVshop ist ein deutscher Teleshoppingkanal, der von der Redspider Networks GmbH in München betrieben wird. Sein Programm wird seit Anfang 2008 europaweit digital über das Astra-Satellitensystem verbreitet. Das Programm wird hauptsächlich von anderen Teleshoppinganbietern wie Best Direct oder MediaShop gestaltet.
Er wurde bis Frühjahr 2010 von der Spirit ON Media Group PLC London betrieben, die bis dahin ebenfalls den Kanal SpiritOn TV besaß.

## Programm
| Uhrzeit | Name                         | Beschreibung                                                                                               |
| ------- | ---------------------------- | --- |
| 5:30    | MeinTVshop Morningshow       | Ruhige Musik läuft, während Hörer/innen Kleidungsstücke gewinnen können.                                   |
| 8:00    | Shopping Queen               | Doku-Soap                                                                                                  |
| 9:00    | MeinTVshop Ding's            | Hörer/innen können bis zu 2500 € oder Möbelstücke gewinnen                                                 |
| 10:00   | Bares für Rares              | |
| 11:00   | Die Ebay-Kleinanzeigen-Deals | Die besten Deals zu Schulutensilien werden gezeigt                                                         |
| 12:00   | MeinTVshop Buffet            | Hörer/innen können 500 € gewinnen, während gute Auto-Deals gezeigt werden.                                 |
| 13:30   | MeinTVshop Hotlinekäufer     | Hörer/innen können Wahr oder falsch spielen, beantworten sie die Frage richtig, gibt es etwas zu gewinnen. |
| 15:00   | MeinTVshop Ding's            | Hörer/innen                                                                                                |
| 16:00   | MeinTVshop Musikparty        | |
| 19:50   | Wirtschaft vor acht          | |
| 19:55   | Wetter vor acht              | |
| 20:00   | Tagesschau                   | |
| 20:15   | Die Ebay-Kleinanzeigen-Deals | |
| 21:00   | MeinTVshop Musikparty        | |
| 1:00    | Bares für Rares              | |